# Romulus (Fernsehserie)
Romulus ist eine italienische, historische Dramaserie mit Andrea Arcangeli in der Hauptrolle und unter Regie von Matteo Rovere, die ihre deutsche Erstveröffentlichung am 1. Januar 2021 auf dem Streamingportal MagentaTV hatte. Die Serie erzählt die sagenhafte Frühgeschichte des Römischen Reichs von der Zeit vor der angeblichen Gründung der Stadt durch Romulus und Remus (die in der Serie jedoch andere Namen tragen) bis in die frühen Jahre der Stadt. Dabei wurde zwar auf einige historische Authentizität geachtet (so wird in der Originalfassung ausschließlich auf archaischem Latein gesprochen), aber auch eine recht freie Interpretation der Sagen versucht.

## Handlung
Im 8. Jahrhundert vor Christus begann die Geschichte des römischen Imperiums in der italienischen Region Latium. Hier herrscht das Gesetz der Götter und das Leben ist hart. König Numitor von Alba Longa, Herrscher über einen Bund aus 30 Stämmen (Latinerbund), sorgt sich um sein Volk, das bereits seit Längerem Hungersnöte erleidet. Ein Orakel rät ihm, den Thron auf- und an seine Enkel abzugeben: Enitos und Yemos. Doch sein Bruder Amulius akzeptiert diese Entscheidung nicht. Er will den Thron für sich selbst, tötet Enitos und beschuldigt Yemos, der Mörder zu sein. Yemos hingegen kann vor der Gewalt seines Großonkels entkommen.
Auf seiner Flucht in die gefürchteten, mystischen Wälder abseits der Zivilisation trifft Yemos auf eine Gruppe junger Männer, die von ihrer Heimatstadt als Erwachsenwerdungsritual in den Wald geschickt wurden. Der Gruppe gehört auch der verwaiste Sklave Wiros an. Wiros leidet unter den Misshandlungen des brutalen Anführers der Gruppe, findet in Yemos aber schnell einen Freund. Als Wiros eines Tages nach einem Streit ein anderes Mitglied der Gruppe aus Notwehr tötet, wollen seine Mitstreiter ihn töten. Yemos verhindert das, aber die beiden müssen nun auf sich gestellt flüchten. Auf der Flucht treffen sie auf eine Gruppe Händler, die sie zuerst auf ihrem Wagen mitnehmen. Nachdem diesen aber klar wird, dass Yemos der als vermeintlicher Brudermöder gesuchte Thronfolger ist, wollen sie die beiden Flüchtigen töten. Ein plötzlicher Überfall durch eine unbekannte Gruppe verhindert dies jedoch.
Diese unbekannte Gruppe entpuppt sich schließlich als ein im Wald lebender, nicht-latinischer Stamm, der die mysteriöse Wolfsgöttin Rumina verehrt und sich daher Ruminalier nennt. Sie nehmen Yemos und Wiros bei sich auf: Wiros, weil dieser ihr Zeichen auf seiner Haut trägt, Yemos, weil dieser mehrfach Wiros’ Leben gerettet hat. Wie sich herausstellt ist Wiros bei diesem Stamm aufgewachsen, hat an diese Zeit jedoch keine Erinnerungen mehr. Die beiden werden später in Kampftechniken und blutigen Ritualen unterwiesen. Außerdem erzählt die Anführerin des Stammes ihnen von ihrer Vision einer unbesiegbaren Stadt, in der alle Ausgestoßenen Zuflucht finden sollen: Ruma, das spätere Rom. Genau damit wird die Grundlage für eines der größten Imperien aller Zeiten geschaffen.
Währenddessen wird Amulius’ Tochter Ilia aus der Gruppe der Vestalinnen ausgeschlossen und soll lebendig begraben werden. Sie kann jedoch aus dem Erdloch, in das sie eingesperrt wurde, entkommen und schließt sich dem Kult um den Gott Mars an. Sie liebte heimlich Enitos und will nun dessen Tod rächen; die wahren Umstände um Enitos’ Tod kennt sie nicht. Nach ihrer Rückkehr nach Alba Longa schließt sie sich ihrem Vater an und gemeinsam führen sie einen Feldzug gegen Gabii. Dessen König Ertas stellt als einziger im Latinerbund Amulius’ Darstellung des angeblichen Brudermordes in Frage und wird bezichtigt, Numitor Asyl zu gewähren. Ertas wird enthauptet und Gabii niedergebrannt. Numitor und seine Tochter Rhea Silvia (die Mutter von Enitos und Yemos) wiederum, die tatsächlich bei Ertas Zuflucht gefunden hatten, können entkommen und werden von Ertas’ Sohn Lausus in Sicherheit gebracht. Sie finden Zuflucht bei dem griechischen Händler Eulinos. Der mit Amulius verbündete König von Velia, Spurius, wiederum erfährt von dem im Wald lebenden Stamm und beschließt kurzerhand, den Wald niederzubrennen, um die Ruminalier aus diesem herauszutreiben. Ein Teil der Gruppe gerät so in Gefangenschaft von Spurius, darunter auch Yemos und die Anführerin. Spurius lässt mehrere der Gefangenen, darunter auch die Anführerin, töten. Die übrigen Ruminalier, darunter auch Wiros, können auf einem anderen Weg vor dem Feuer flüchten und somit der Gefangenschaft entgehen. Sie erreichen Eulinos’ Dorf und erhalten bei diesem Asyl.
Wiros, inzwischen von den Ruminaliern zu ihrem König ernannt, verbündet sich mit Numitor und gemeinsam mit Eulinos können sie Gabii befreien. Ilia gelingt es aber, nach der verlorenen Schlacht zu ihrem Vater nach Alba Longa zu fliehen. Nach dem Erfolg in Gabii beschließen Numitor, Wiros und die anderen nun, Amulius zu stürzen und somit dessen unrechtmäßige Herrschaft zu beenden. Spurius wiederum erkennt Yemos unter seinen Gefangenen und plant, diesen an Amulius auszuliefern. Bei der Überführung kann sich Yemos jedoch befreien und tötet Spurius. Er flüchtet zu den anderen und trifft so wieder auf Numitor und seine Mutter Rhea Silvia. Von der Rückkehr des rechtmäßigen Königs von Alba Longa ermutigt versucht Numitor, ein Bündnis mit einigen der 30 Könige gegen Amulius zu schließen, was jedoch erst durch eine List von Wiros gelingt. Amulius wiederum verzweifelt zusehends aufgrund der sich immer weiter verschlechternden Lage und ist zudem verbittert, da sich seine Frau Gala während einer schweren Krankheit das Leben nahm. Die Vogelschau verheißt ihm nichts Gutes und so müssen Ilia und er annehmen, dass die Götter ihm nicht wohlgesonnen seien.
Die Verbündeten ziehen nach Alba Longa und fordern Amulius zur Kapitulation auf, andernfalls würden sie die Stadt am folgenden Tag gewaltsam einnehmen. In der Nacht geht Ilia alleine zu den Belagerern und fordert Yemos zum Duell heraus. Während des Kampfes offenbart er ihr die wahre Geschichte um die Ermordung seines Bruders. Ilia kehrt sofort in die Stadt zurück und konfrontiert ihren Vater mit dieser Information. Amulius gibt seine Tat zu. Sie übernimmt das Kommando über Alba Longa, behauptet ihren Vater hingerichtet zu haben und kapituliert am nächsten Morgen gegenüber Yemos, welcher nun endlich sein rechtmäßiges Erbe als König antreten kann. Gegenüber den anderen Königen versucht er, deren Anerkennung der Ruminalier zu erreichen; zudem möchte er die Stadt auch der Göttin Rumina weihen, um den Ruminaliern als Dank für ihre Unterstützung in Alba Longa eine neue Heimat zu geben. Er kann sich mit seinem Vorschlag jedoch nicht durchsetzen, sehr zum Missfallen Wiros’. Yemos beschließt daraufhin, als König von Alba Longa abzudanken und gemeinsam mit Wiros in Velia eine neue Stadt zu gründen: Ruma. In der Schlussszene ist Amulius zu sehen, wie er nach Cures im Land der Sabiner flieht.

## Besetzung
| Rolle   | Schauspieler        |
| ------- | ------------------- |
| Yemos   | Andrea Arcangeli    |
| Wiros   | Francesco di Napoli |
| Ilia    | Marianna Fontana    |
| Ertas   | Emilio de Marchi    |
| Quintos | Simon Rizzoni       |
| Plator  | Giuseppe Schillaci  |
| Numitor | Yorgo Voyagis       |
| Enitos  | Giovanni Buselli    |
| Amulius | Sergio Romano       |
| Spurius | Massimiliano Rossi  |
| Silvia  | Vanessa Scalera     |
| Gala    | Ivana Lotito        |
| La Lupa | Silvia Calderoni    |
| Deftri  | Demetra Avincola    |

## Sprache
Die italienische Serie wurde ohne italienische Tonspur, dafür aber im Original in einem rekonstruierten archaischen Latein des 8. Jahrhunderts vor Christus veröffentlicht. Die Rekonstruktion des archaischen Lateins ist hinsichtlich des Formenbestands gut gelungen. So heißt es beispielsweise «quid esti?» (= «quid est?»), «quis esi?» (=«quis es?»), «loquese!» (=«loquere!»), «iouvesati» (=«iūvat»), «timeti» («timet»), «esisi» («eris») usw. Ausgehend von dem, was man aus spärlichen Zeugnissen über das keineswegs einheitliche Lateinische des 6. und 5. Jahrhunderts v. Chr. weiß, hat man einiges davon übernommen, anderes offenbar durch interne Rekonstruktion erschlossen.
Fehlerhaft ist allerdings in einem wichtigen Punkt die Phonetik. Sowohl im Griechischen als auch im Lateinischen schrieb man von Anbeginn an graphische Diphthonge, um in der Regel lange Monophthonge mit einer bestimmten Lautqualität auszudrücken. Nur in Sonderfällen (etwa αι/αε und οι/οε in offenen Silben am Wortende im Griechischen) konnten diese Schreibungen auch für kurze Monophthonge stehen.
So stand bereits im Griechischen Homers und Hesiods die Schreibung αι (im Böotischen αε) für einen halbgeschlossenen langen e-Laut, οι (im Böotischen οε = attisch υ) für ein langes «ü», <ei> für langes ī usw.
Für das archaische Latein wären aufgrund der überlieferten Schreibungen somit folgende Aussprachen anzusetzen:
<servoi> = [servyː]
<lupai> = [lupɛː]
<deiciti> = [diːciti]
<iouuesati> = [iuːvesati]
Für lautliches [yː] schrieb man im späteren Latein statt <oi> nach dem Vorbild des westgriechischen Alphabets auch oe sowie u. Daher stammen Schreibungen wie <Poenus> vs. <pūnicus>, <moenia> vs. <mūnīre> oder <amātur> aus [amaːtyː + r], belegt ist aus dem 2. Jahrhundert v. Chr. auch <nōminus> (=Genetiv Singular) anstelle der geläufigen späteren Schreibung <nōminis>. Die in Deutschland im 19. Jahrhundert postulierte restituierte Aussprache des Lateinischen, nach der diphthongische Schreibweisen im älteren und klassischen Latein immer diphthongisch zu lesen seien, ist sprachhistorisch ebenso unzutreffend wie die moderne Schulaussprache des Griechischen, die gleichfalls den lautlich monophthongischen Charakter der meisten diphthongischen Schreibweisen des Altgriechischen verkennt.
Das rekonstruierte archaische Latein der italienischen Serie «Romulus» übernimmt die unzutreffende Annahme des Prōnūntiātus restitūtus, dass graphische Diphthonge des Lateinischen nach der Schrift zu lesen seien. Abgesehen von diesem Fehler und einer unhistorischen Akzentuierung (es wird in der lateinischen Tonspur anstelle des Tonhöhenmorenakzents des archaischen Lateins ein silbischer Druckakzent wie im Italienischen zugrunde gelegt) handelt es sich jedoch um einen insgesamt gut durchdachten Rekonstruktionsversuch.

## Vorlage
Siehe auch: Römische Königszeit#Historische Rekonstruktion
Das Römische Reich hat die europäische Geschichte nachhaltig geprägt. Noch heute ist der Einfluss des früheren Imperiums zu spüren – in antiken Gebäuden und Monumenten sowie anhand zahlreicher kultureller Errungenschaften, die bis in die Gegenwart reichen.
Die rund tausendjährige Historie des Reiches beginnt mit der Gründung Roms im achten Jahrhundert vor Christus: Der Sage nach herrschte vor dieser Zeit König Numitor über einen Bund lateinischer Ansiedelungen im Umland der Stadt Alba Longa. Als er von seinem jüngeren Bruder Amulius entmachtet wurde, machte der zur Sicherung seiner Macht Numitors Tochter Rhea Silvia zur Vestalin, einer Priesterin der Göttin Vesta.
Nachdem Rhea Silvia trotz ihres Keuschheitsgelübdes Zwillinge gebar, wurden die Säuglinge in einem Korb auf dem Tiber ausgesetzt. Eine Wölfin fand und rettete sie, bevor ein Hirte sie aufzog.
Die Zwillinge werden später Rom gründen – und so das Fundament für ein Weltreich und eine neuartige Gesellschaft legen.
Das Historiendrama inszeniert die Genese der Stadt und die Geschichte der Brüder als bildgewaltigen und eindrucksvollen Epos in lateinischer Sprache.

## Andere Medien
Ab dem 29. Oktober 2020 wird HarperCollins eine Trilogie von Romanen veröffentlichen, die das narrative Universum erweitert, ein unveröffentlichtes Cross-Media-Projekt für Italien.
Die von Luca Azzolini verfassten Bände tragen den Titel Romulus: Buch I – Das Blut des Wolfes (29. Oktober 2020), Romulus: Buch II – Die Königin der Schlachten (26. November 2020) und Romulus: Buch III – Die Stadt der Wölfe (Januar 2021).

## Kritiken
„Die Welt längst vergangener Zivilisationen hat aus fiktionaler Sicht einen schauwertigen Vorteil: Obwohl der Fantasie keine Grenzen gesetzt sind, wirkt alles authentisch. Über den Ursprung des Römischen Reiches zum Beispiel ist wenig bekannt. Trotzdem oder vielleicht auch gerade deshalb wirkt die Magenta-Serie „Romulus“ wie historisches Reenactment auf ZDF Info – nur ohne Zeitzeugen, also irgendwie glaubhaft.“

„Die Historienserie „Barbaren“ war ein Überraschungserfolg auf Netflix, die neue MagentaTV-Serie „Romulus“ geht in der Zeit noch weiter zurück. Der sagenumwobenen Gründung Roms versucht sie historisch so nahe wie möglich zu kommen.“